# Hostivit

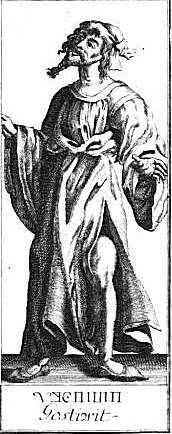
Gravura de 1765 de Hostivit.

Hostivit foi um governante da Boémia. Fez parte do grupo de governantes considerados lendários. Foi antecedido no poder por Neklan e sucedido pelo Duque Borivoi I.